# Richard Häussler
Richard Häussler, alternativt Richard Häußler, född 26 oktober 1908 i München, Kejsardömet Tyskland, död 28 september 1964 i samma stad, var en tysk skådespelare. Han medverkade från debuten 1936 i över 50 filmer, och senare i karriären även i TV-produktioner.

## Filmografi, urval
- 1940 – Älskaren i skåpet
- 1941 – Komödianten
- 1941 – Magdalena kollrar bort chefen
- 1942 – Borgmästarinnan badar